# Форсел су Гиње
Форсел су Гиње (фр. Forcelles-sous-Gugney) насеље је и општина у североисточној Француској у региону Лорена, у департману Мерт и Мозел која припада префектури Нанси.
По подацима из 2011. године у општини је живело 89 становника, а густина насељености је износила 16,57 становника/km². Општина се простире на површини од 5,37 km². Налази се на средњој надморској висини од 307 метара (максималној 451 m, а минималној 292 m).

## Демографија
| 1962. | 1968. | 1975. | 1982. | 1990. | 1999. | 2011. |
| ----- | ----- | ----- | ----- | ----- | ----- | ----- |
| 81    | 101   | 102   | 84    | 81    | 94    | 89    |

График промене броја становника у току последњих година